# Neoglaziovia burle-marxii
Neoglaziovia burle-marxii är en gräsväxtart som beskrevs av Elton Martinez Carvalho Leme. Neoglaziovia burle-marxii ingår i släktet Neoglaziovia och familjen Bromeliaceae. Inga underarter finns listade i Catalogue of Life.